# Puroresu
Puroresu (japonais : プロレス) est un terme populaire désignant un style prédominant ou genre de lutte professionnelle émergeant du Japon. Le terme provient de la prononciation japonaise du terme anglais professional wrestling « lutte professionnelle » (japonais : プロフェッショナル・レスリング, purofesshonaru resuringu), raccourci jusqu'au terme puroresu (pro-wres).
Le catch japonais, au même titre que le catch américain, date du XIXe siècle ; en 1883, Sorakichi Matsuda (en), un ancien sumo, quitte le Japon pour aller aux États-Unis en qualité de premier catcheur japonais et revient cinq ans plus tard au pays avec 20 catcheurs américains pour une série de réunions.
Le catch féminin existe également, et est appelé Joshi Puroresu (japonais : 女子プロレス) . Le catch est plutôt considéré comme un sport au Japon, tandis qu'aux États-Unis, il est considéré comme un divertissement. Cela est dû en grande partie au fait que le puroresu utilise peu d'histoires et de mises en scènes prenant place en dehors des combats, et que le style pratiqué se base généralement sur le shoot wrestling, c'est-à-dire le fait de ne pas atténuer les coups et les projections afin que le combat soit le plus réaliste possible. Le catch japonais est également décrit comme un mélange de catch et de combat libre.

## Règles
Elles sont très proches de celles utilisés dans les autres styles, un match peut se terminer par un :
- fōru : décompte de 3.
- nokkauto : knock-out (le catcheur perd le match s'il ne se relève pas au bout de 10 secondes).
- ringu auto : décompte extérieur (aux États-Unis, le décompte se fait dans beaucoup de fédérations à 10 secondes tandis qu'au Japon, il se fait à 20 secondes).
- gibappu : abandon par prise de soumission.

La disqualification existe aussi au Japon mais ce fait est rare contrairement aux États-Unis : très peu de triche, très peu d'interventions dans les matchs.

### Particularité
Au Japon, les championnats sont la cause majeure d'une rivalité, pratiquement jamais de haine entre combattants. Il n'y a quasiment aucune mise en scène, pas d'histoires et de triche. L'atmosphère autour d'un match de puroresu est semblable à celle d'un match de boxe ou d'arts martiaux. Le système face / heel est rarement utilisé, contrairement au continent nord-américain. Cependant, avec la montée en popularité du géant américain World Wrestling Entertainment, le puroresu commence à s'intéresser au côté divertissement du catch. Ainsi la promotion HUSTLE créée en 2004, est la première au Japon à proposer des histoires et de la mise en scène dans ses représentations.

### Style
Le style varie selon les fédérations. Les catcheur japonais utilisent le plus souvent le shoot wrestling/strong style, la lucha libre et dans certaines fédérations le catch hardcore. Quelques prises bannies par certains compagnies américaines sont autorisées au Japon, notamment les piledrivers et des mouvements aériens risqués (450° splashs, shooting star presses, etc.)[réf. nécessaire].

## Étrangers

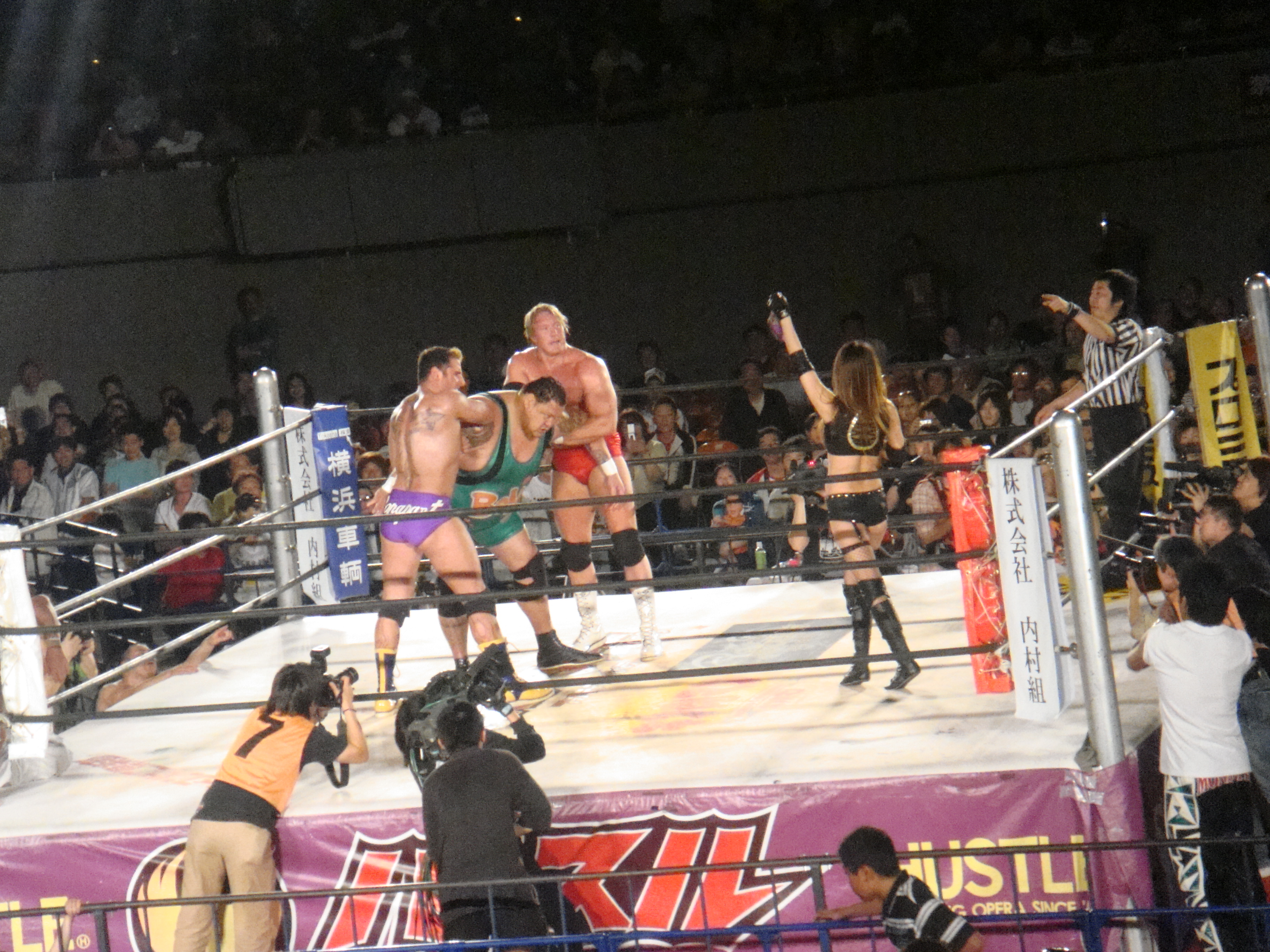
René Goguen, Lance Cade, Tarō Akebono, Françoise Hirota et Daisuke Noguchi sur le ring de la Hustle en 2009.

Beaucoup d'étrangers luttent au Japon, ils sont appelés gaijin, la plupart sont des américains ou canadiens, notamment Stan Hansen, Steve Williams, Big Van Vader, Hulk Hogan, Terry Gordy, les Road Warriors, Scott Norton, Dynamite Kid, Brock Lesnar, Chris Jericho, Owen Hart ou Bret Hart. Mais avec l'introduction de la lucha libre dans les années 90, c'est au tour de Mexicains d'arriver au Japon, notamment le célèbre Eddie Guerrero. Un grand nombre de catcheurs européens réputés catchent régulièrement au Japon. C'est par exemple le cas de Doug "the Anarchist" Williams, Chris "the Bambikiller" Raaber, Murat Bosporus, etc. On dit qu'un catcheur qui réussit au Japon, peut réussir partout dans le monde.

## Célébrités
- Kenta Kobashi
- Mitsuharu Misawa[4]
- Toshiaki Kawada
- Tatsumi Fujinami
- Rikidōzan
- Shōhei Baba
- Hayabusa
- Masahiro Chono
- Shinya Hashimoto
- Akira Taue
- Keiji Mutō/The Great Muta
- Jumbo Tsuruta
- Tiger Mask
- Jushin Liger
- Antonio Inoki
- Último Dragón
- CIMA
- BxB Hulk
- Shingo Takagi
- Shinsuke Nakamura
- Kota Ibushi
- Kazuchika Okada
- Tetsuya Naito
- Hiroshi Tanahashi

## Fédérations
- All Japan Pro Wrestling
- All Japan Women's Pro-Wrestling (fédération féminine)
- Big Japan Pro Wrestling
- DDT Pro-Wrestling
- Dragon Gate
- Frontier Martial-Arts Wrestling
- HUSTLE
- New Japan Pro-Wrestling[5]
- Pro Wrestling NOAH
- Pro Wrestling Zero1
- World Wonder Ring Stardom (fédération féminine)
- Wrestle-1